# Alois Puntigam
Alois Puntigam (* 23. Mai 1938 in Burgfried) ist ein ehemaliger österreichischer Politiker (ÖVP) und Direktor des Steirischen Bauernbundes. Puntigam war von 1981 bis 1994 Abgeordneter zum Nationalrat.
Nach dem Besuch der Pflichtschule absolvierte Puntigam die Arbeitermittelschule und ein Studium an der Universität Graz, wo er zum Doktor promovierte. Danach war Puntigam von 1959 bis 1969 in Graz an der Land- und forstwirtschaftlichen Sozialversicherungsanstalt beschäftigt und wirkte danach von 1969 bis 1973 als sozialpolitischer Referent und stellvertretender Direktor im Steirischen Bauernbund. In der Folge führte Puntigam zwischen 1974 und 1980 die Sozialversicherungsanstalt der Bauern als Landesstellendirektor und übernahm 1981 das Amt des Direktors des Steirischen Bauernbundes. Puntigam vertrat die ÖVP vom 23. Februar 1981 bis zum 6. November 1994 im Nationalrat und war von 1986 bis 1990 Obmannstellvertreter des ÖVP-Parlamentsklubs.